# Bataille de Myus
Troisième guerre des diadoques
La bataille de Myus est un affrontement militaire se déroulant en 311 av. J.-C. La bataille oppose, au Levant, dans un lieu inconnu nommé Myus, une force antigonide, dirigée par Démétrios Poliorcète, et une force lagide, sous le commandement d'un proche de Ptolémée, Cilles. Elle se conclut par une victoire antigonide qui permet d'atténuer la défaite de Gaza, et mène sans doute à la paix de 311 av. J.-C. entre les différents diadoques.

## Contexte
La troisième guerre des diadoques voit s'opposer Ptolémée et Seleucos, réfugié en Égypte, contre Antigone le Borgne et son fils, Démétrios Ier Poliorcète. Celui-ci est responsable des armées antigonides en Syrie. Lors d'un affrontement décisif en Palestine, moins d'un an auparavant, Démétrios est vaincu par ses adversaires et doit fuir le champ de bataille, lors de la bataille de Gaza. Ptolémée envoie alors contre lui un de ses généraux, un macédonien nommé Cilles, qui est décrit comme l'un de ses proches par Diodore de Sicile, en vue de profiter de la victoire de Gaza pour défaire décisivement Démétrios en Syrie.

## Déroulement
Les sources sont particulièrement peu précises et évasives au sujet de cette bataille : elle se déroule dans un lieu inconnu, sans doute en Syrie ou au Levant, nommé Myus,. Démétrios tend une embuscade à son adversaire, et parvient à détruire une part suffisamment importante de ses forces, bien que les sources antiques oscillent entre la totalité, et un petit nombre, pour repousser l'incursion égyptienne,.
Après la réception des nouvelles de la bataille, alors qu'il est à Kelainai, Antigone le Borgne réagit en se déportant vers le Levant, pour assister son fils en cas de contre-offensive égyptienne, mais celle-ci n'arrive jamais. Il célèbre publiquement la victoire de son fils. Au contraire, cette embuscade victorieuse paraît plutôt établir un état de fait, les frontières levantines sont gelées ; elle permet sans doute aussi de faire pencher légèrement la balance en la faveur des Antigonides, après la défaite de Gaza, dans le cadre de la future paix de 311 av. J.-C.

## Postérité
Hormis Diodore de Sicile, Plutarque et Pausanias qui mentionnent l'événement, Plaute y fait référence dans une de ses œuvres, Le charançon (Curculio),.